# سلاما بير وينر
سلاما بير وينر، اسم مستعار ياكوف (يعقوب) Grojanowski (23 سبتمبر 1911 - ج 10 أبريل 1942)، يهودي بولندينجا من معسكر الإبادة خيلمنو خلال المحرقة في بولندا. هرب من فرقة عمل Waldlager في خيلمنو (بالألمانية: Kulmhof)‏، ووصف في كتابه الفظائع التي شهدها في معسكر الإبادة هذا، قبل وقت قصير من وفاته اللاحقة في سن 31، في غرف الغاز في بيتيك.

## حياته
وُلد في إيزبيكا كوجاوسكا بالقرب من كوتشو في 23 سبتمبر 1911 (أو العاشر من التقويم اليولياني) لتاجر يهودي إيكاك وولف وينر (35 عامًا) وسرينكا ني لاسكو، زوجته الشرعية وفقًا لشهادة الميلاد من مكتب السجلات العامة. كانوا يعيشون في إيزبيكا شمال خلمينو مباشرة قبل الهولوكوست. كانت منطقة بولندا ما بين الحربين العالميتين التي ضمتها ألمانيا النازية في عام 1939 كجزء من أراضي رايخسجاو فارتيلاند الجديدة المخصصة لـ «الألمنة» كاملة. في عام 1940، أنشأ النازيون حيًا يهوديًا في إيزبيكا لما يتراوح بين 1000 و1600 يهودي. في 12 كانون الثاني / يناير 1942، تم ترحيل وينر إلى معسكر الإبادة في خلمينو، للعمل مع سوندركوماندو بالمخيم.  بعد ذلك بيومين، تم تصفية حي إيزبيكا اليهودي من خلال ترحيل 900-1000 آخرين إلى الإبادة في 14-15 يناير 1942. لم يفلت زلامك إلا أنه شهد وفاة أسرته في شاحنات الغاز. تم تعيينه من قبل قوات الأمن الخاصة لكوماندوز الدفن. في يوم الإثنين، 19 يناير، هرب زيلاميك من شاحنة في الطريق إلى غابة Rzuchów الفرعية.